# Gunnar Norling (skolman)
Erik Gunnar Norling, född den 10 juni 1900 i Skurups församling, Malmöhus län, död den 11 oktober 1986 i Norrköping, var en svensk skolman.
Norling avlade studentexamen i Lund 1919, filosofie kandidatexamen där 1924, filosofisk ämbetsexamen där 1927 och filosofie licentiatexamen 1950. Han var lärare vid fortsättningsskolann i Skurup, vid kommunala mellanskolan i Strömsnäsbruk, Tranås, Kramfors, samrealskolan i Oskarshamn, högre allmänt läroverk i Norrköping, Göteborg och Örebro 1924–1929, vikarierande lektor vid Högre allmänna läroverket för flickor å Norrmalm i Stockholm 1929, extra ordinarie adjunkt vid Högre allmänna läroverket i Härnösand 1930. Norling genomförde provår i Stockholm 1933 och i Malmö 1934. Han blev rektor vid Hyltebruks samrealskola 1934 och lektor i matematik och fysik vid Högre allmänna läroverket i Norrköping 1955. Norling blev riddare av Nordstjärneorden 1965. Han vilar på Färgaryds kyrkogård.